# Licata
Licata is een gemeente in de Italiaanse provincie Agrigento (regio Sicilië) en telt 38.812 inwoners (31-12-2004). De oppervlakte bedraagt 178,9 km², de bevolkingsdichtheid is 217 inwoners per km².
De volgende frazioni maken deel uit van de gemeente: Torre di Gaffe.

## Impressie

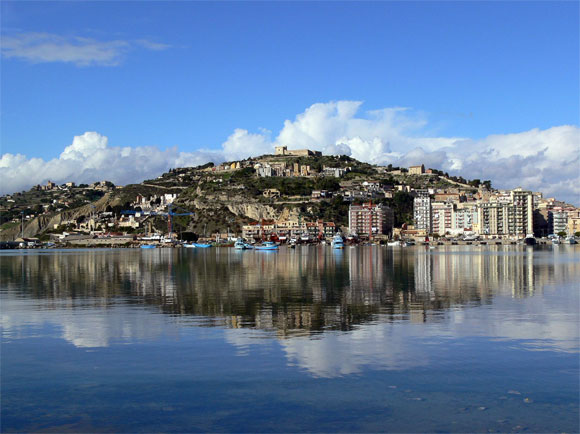
Zicht op Licata
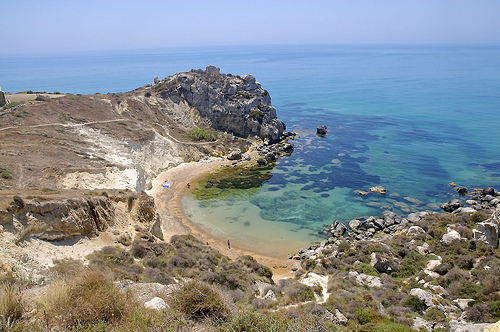
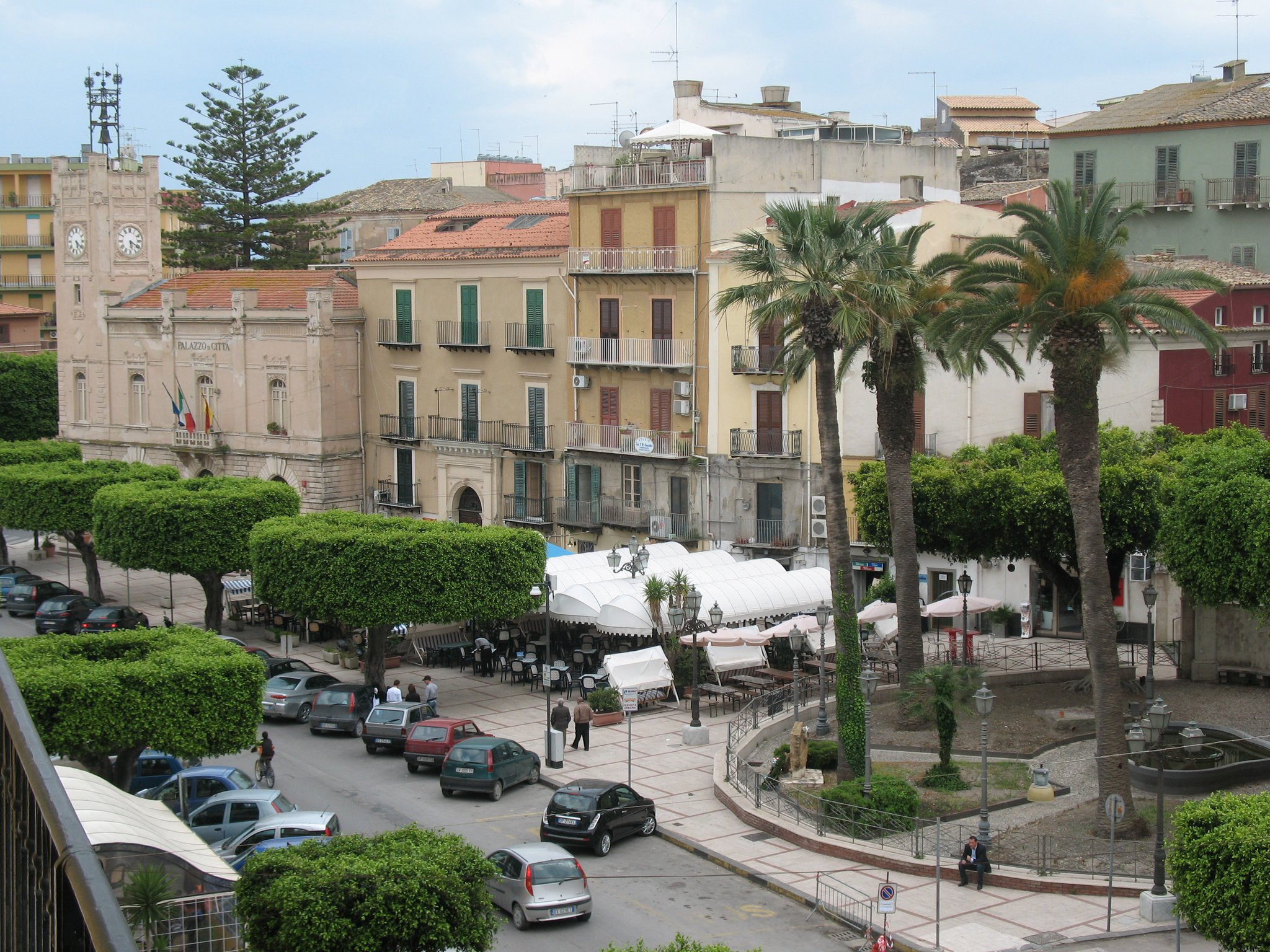
Gemeentehuis
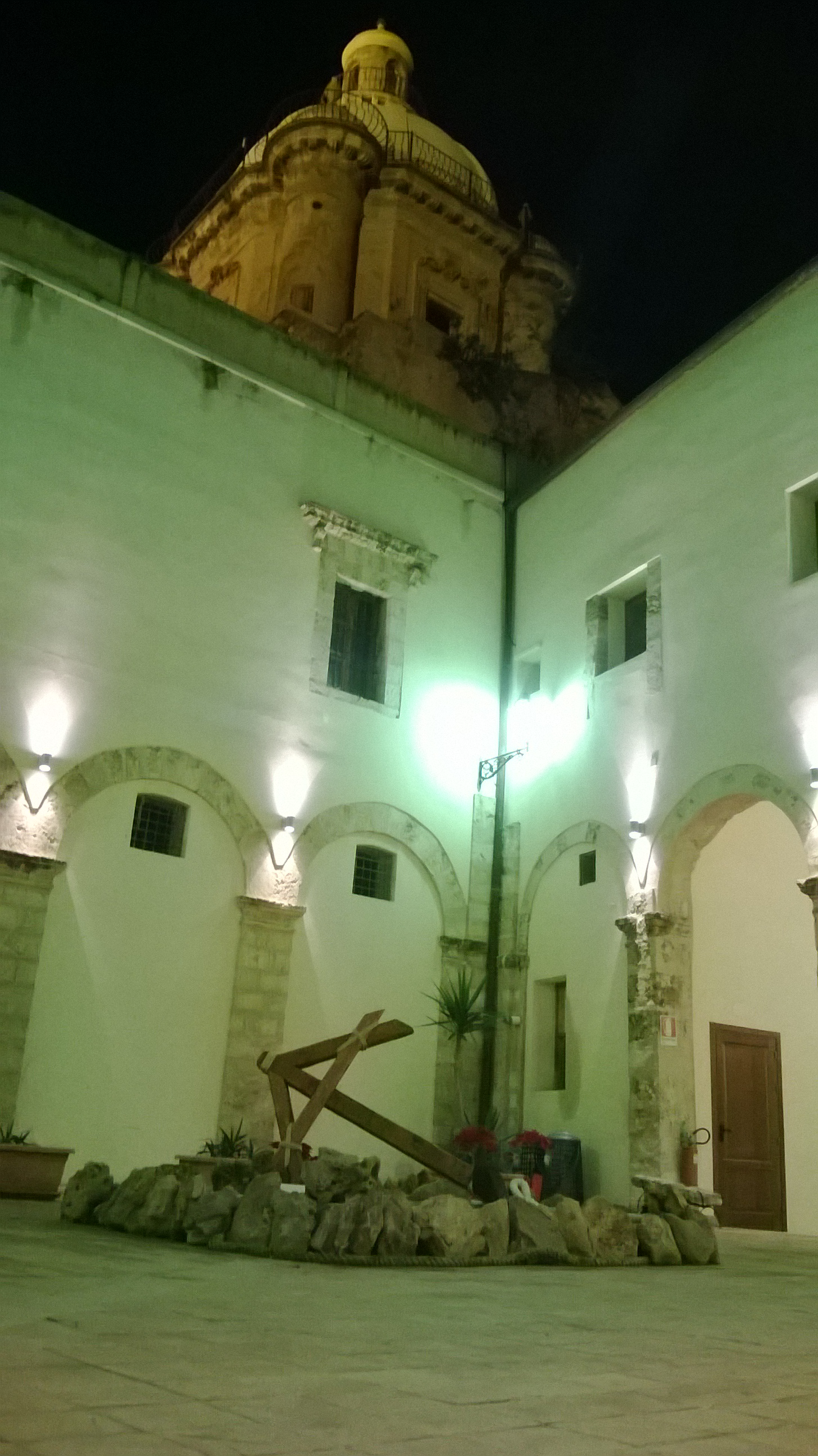
San Angelo kerk
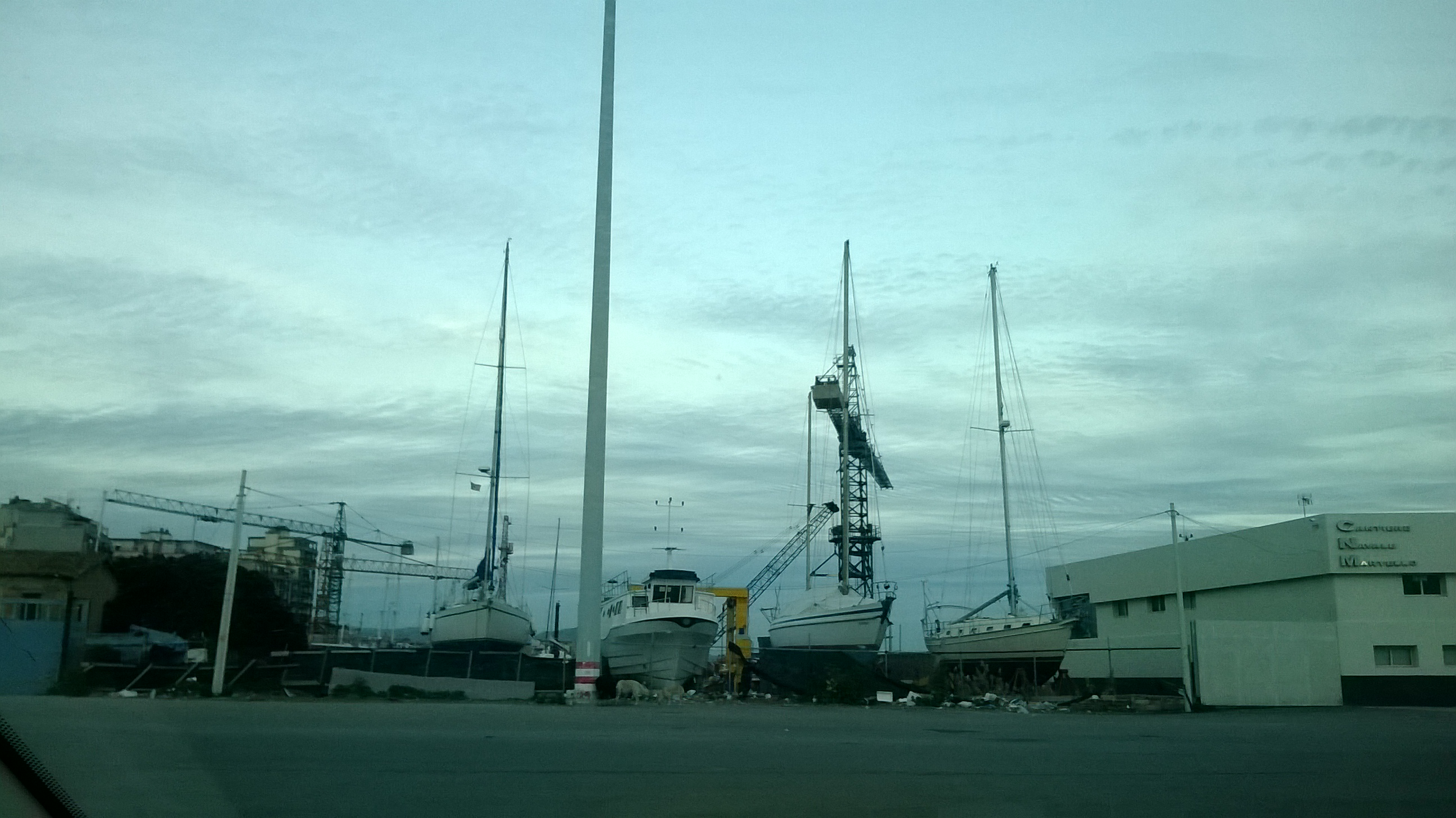
Haven
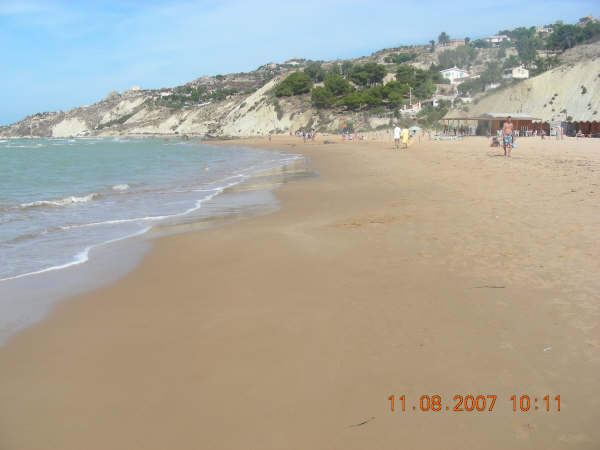
Strand
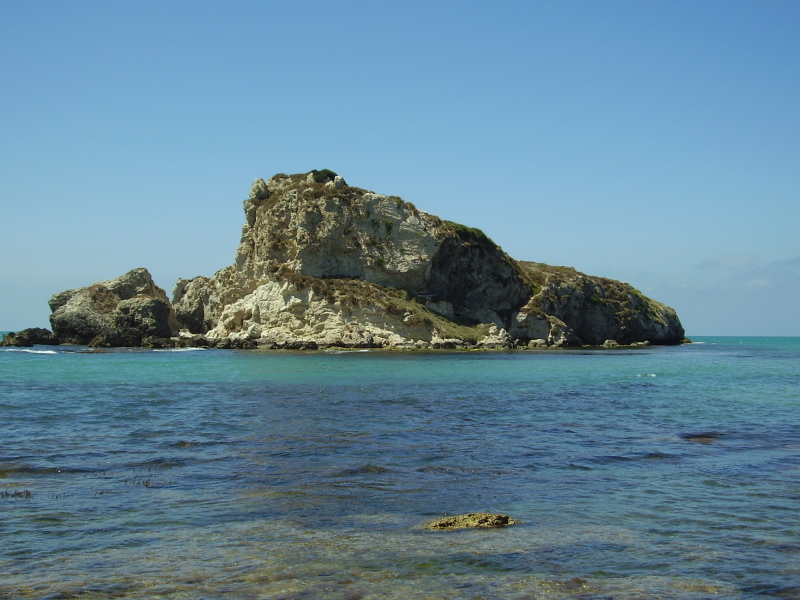
La Rocca

## Demografie
Licata telt ongeveer 13842 huishoudens. Het aantal inwoners daalde in de periode 1991-2001 met 8,0% volgens cijfers uit de tienjaarlijkse volkstellingen van ISTAT.
| Jaar | Inwoneraantal |
| ---- | ------------- |
| 1991 | 41.300        |
| 2001 | 37.976        |

## Geografie
De gemeente ligt op ongeveer 8 m boven zeeniveau.
Licata grenst aan de volgende gemeenten: Butera (CL), Camastra, Campobello di Licata, Naro, Palma di Montechiaro, Ravanusa.

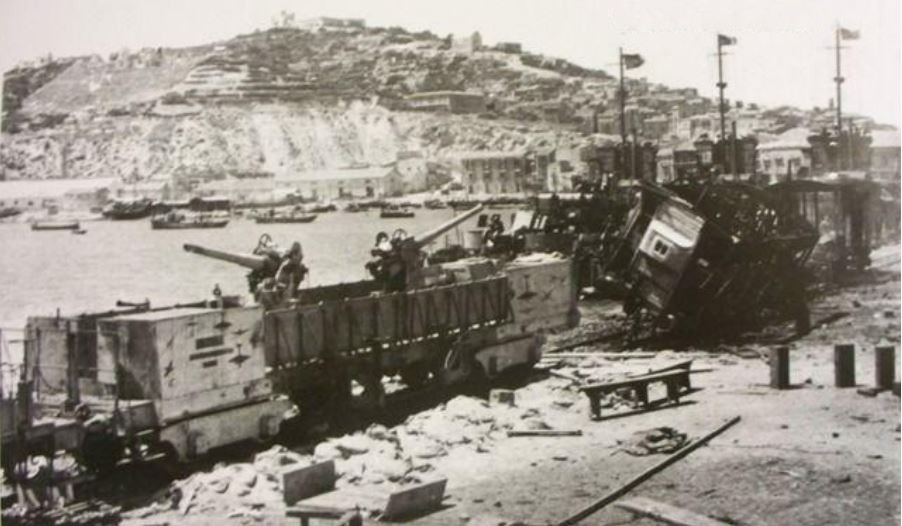
Overblijfselen van de bewapende trein "T.A. 76/2/T" van de Italiaanse marine, vernietigd door USS Bristol tijdens de landing op Licata in 1943

## Geboren
- Vincenzo Linares (1804–1847), schrijver en journalist
- Melchiorre Lo Piccolo (1816-1881), bisschop van Nicosia
- Gioacchino Scaduto (1898-1979), rector van de universiteit van Palermo, burgemeester van Palermo
- Pietro Grasso (1945), Senaatsvoorzitter